# Sérgio de Deus Borges
Sérgio de Deus Borges (ur. 4 kwietnia 1966 w Alfredo Wagner) – brazylijski duchowny katolicki, biskup pomocniczy Foz do Iguaçu od 2019.

## Życiorys
Święcenia kapłańskie przyjął 6 lutego 1993 i został inkardynowany do diecezji Cornélio Procópio. Był m.in. asesorem ds. duszpasterstwa młodzieży, rodzin i chorych, wykładowcą i rektorem diecezjalnego seminarium, a także przewodniczącym prowincjalnego sądu kościelnego.
27 czerwca 2012 papież Benedykt XVI mianował go biskupem pomocniczym archidiecezji São Paulo oraz biskupem tytularnym Gergis. Sakry biskupiej udzielił mu 18 sierpnia 2012 biskup diecezji Cornélio Procópio - Getúlio Teixeira Guimarães.
17 lipca 2019 papież Franciszek mianował go biskupem ordynariuszem Foz do Iguaçu.